# Flusoksolol
Flusoksolol je selektivni blokator beta-1 receptora.